# Затитова Слобода
Затитова Слобода (бел. Заці́тава Слабада́) — деревня в Пуховичском районе Минской области Белоруссии. Входит в состав Пуховичского сельсовета.

## География
Находится при впадении реки Титовки в Свислочь в 11 километрах от Марьиной Горки, 74 километрах от Минска, 11 километрах от железнодорожной станции Пуховичи у шоссе Минск — Бобруйск.

## История
Первое упоминание под 1623 годом. В 1779 году в деревне насчитывалось 28 дворов.
В XIX—начале XX века деревня Пуховичской волости Игуменского уезда Минской губернии. Согласно переписи 1897 года имелись приходская церковь, хлебная лавка.

### В новое время
В конце февраля 1918 года территория оккупирована войсками кайзеровской Германии. 25 марта 1918 года согласно Третьей уставной грамоты БНР она была объявлена частью Белорусской Народной Республики. С 1 января 1919 года в соответствии с постановлением I съезда КПБ, вошла в состав Советской Белоруссии, с 27 февраля 1919 года — в составе ЛитБел ССР. Во время Советско-польской войны в августе 1919 года — июле 1920 года в условиях польской оккупации. С 31 июля 1920 года в составе БССР. В 1924—1925 годах центр Слободского сельсовета Пуховичского района.
В 1933 году действовали колхозы «Путиловец» и «Октябрьский», работали две кузницы, шерстяная фабрика. Во время Второй мировой войны с конца июня 1941 года по 2 июля 1944 года деревня находилась под немецкой оккупацией.
В конце 1950-х в деревне снимали художественный фильм «Строгая женщина».

## Население
- 1897 — 70 дворов, 369 жителей.
- В начале XX в. — 87 дворов, 528 жителей.
- 1917 — 104 двора, 531 жителей.
- 1971 — 170 дворов, 511 жителей.
- 1997 — 183 двора, 519 жителей.
- 2002 — 179 дворов, 517 жителей.
- 2009 — 414 жителей.

## Инфраструктура

### Экономика
- В деревне находится центральная усадьба колхоза
- Отделение связи
- Механические мастерские
- Магазин

### Образование
- Начальная школа

### Культура
- Библиотека
- Дом культуры

### Медицина
- Ветеринарный пункт

## Достопримечательность
- Братская могила советских воинов
- Могила жертв фашизма

## Известные уроженцы
- Алесь Карлюкевич — белорусский краевед, литературовед, журналист, министр информации Республики Беларусь (с 2017). Директор-главный редактор издательского холдинга «Звязда». Председатель Союза писателей Беларуси с 2022 года.